# ماتیلد پانو
ماتیلد پانو (تلفظ فرانسوی: [matild pano]، متولد ۱۵ ژانویه ۱۹۸۹) یک سیاستمدار و فعال مدنی سوسیالیست اهل فرانسه است. او از ژوئن ۲۰۱۷ که در انتخابات مجلس فرانسه به‌عنوان یکی از نمایندگان وال-دو-مارن به مجلس ملی فرانسه راه یافت، در این مجلس عضویت دارد. وی از ۱۲ اکتبر ۲۰۲۱ در سمت رئیس فراکسیون حزب فرانسه تسلیم‌ناپذیر در مجلس ملی فرانسه در حال خدمت است. او در این سمت جانشین ژان لوک ملانشون شد که برای شرکت در انتخابات ریاست‌جمهوری ۲۰۲۲ فرانسه از مقام خود استفعا داده بود.
پانو در انتخابات‌های ریاست‌جمهوری ۲۰۱۷ و ۲۰۲۲ رئیس کمپین انتخاباتی ژان لوک ملانشون بود.